# Defcon: Globalna wojna termonuklearna
Defcon: Globalna wojna termonuklearna – strategiczna gra czasu rzeczywistego stworzona przez brytyjskie studio Introversion Software i wydana przez Valve Corporation 29 września 2006 na platformie Steam. Gracz prowadzi wojnę globalną przy użyciu arsenału nuklearnego, a jego celem jest osiągnięcie jak najmniejszych strat (po stronie własnej po zsumowaniu i po upływie limitu czasu) oraz zadanie jak największych strat przeciwnikowi.